# John Ibbotson
John T. Ibbotson était un arbitre anglais de football des années 1900. Il était affilié à la ville de Derby.

## Carrière
Il a officié dans des compétitions majeures : 
- JO 1908 (1 match)
- Coupe d'Angleterre de football 1909-1910 (finales aller et retour)